# Horodelec
Horodelec (ukr. Городилець, Horodileć) – wieś na Ukrainie, w obwodzie wołyńskim, w rejonie kowelskim. W 2001 roku liczyła 306 mieszkańców.
Do 2020 w rejonie turzyskim.